# Guatteria denudata
Guatteria denudata este o specie de plante angiosperme din genul Guatteria, familia Annonaceae, descrisă de Robert Elias Fries. Conform Catalogue of Life specia Guatteria denudata nu are subspecii cunoscute.